# Sleepoholic
Sleepoholic – album studyjny polskiego rapera i producenta muzycznego Łukasza L.U.C.-a Rostkowskiego. Wydawnictwo ukazało się 14 października 2013 roku nakładem wytwórni muzycznej Parlophone Music Poland na podstawie licencji udzielonej przez Rostkowskiego.

## Lista utworów
Źródło.
1. „TRANS_01” – 8:25
2. „TRANS_02” – 4:03
3. „TRANS_03” – 4:23
4. „TRANS_04” – 2:52
5. „TRANS_05” – 3:52
6. „TRANS_06” – 3:53
7. „TRANS_07” – 5:11
8. „TRANS_08” – 3:56
9. „TRANS_09” – 3:06
10. „TRANS_10” – 5:28